# Palmarès des communes du Pavillon bleu 2008
Palmarès des communes françaises du Pavillon Bleu 2008, par département :
- Hautes-Alpes : Eyguians Saint-Genis, Le Sauze-du-Lac
- Alpes Maritimes : Antibes, Cap-d'Ail
- Ardennes : Douzy
- Aude : Fleury, Leucate, Narbonne, Port-la-Nouvelle
- Calvados : Colleville-Montgomery
- Charente-Maritime : Dolus-d'Oléron, La Rochelle, Le Grand-Village-Plage, Meschers-sur-Gironde, Saint-Denis-d'Oléron, Saint-Georges-de-Didonne, Saint-Trojan-les-Bains
- Corrèze : Beynat, Neuvic-d'Ussel
- Côtes d'Armor : port de plaisance de Paimpol, port de plaisance de Binic, port de Saint-Quay-Portrieux
- Côte-d'Or : Arnay-le-Duc, Dijon
- Finistère : Fouesnant, Roscoff
- Gard : Le Grau-du-Roi
- Gironde : Carcans, Hourtin, Lacanau, Soulac-sur-Mer, Vendays-Montalivet
- Hérault : Frontignan-la Peyrade, La Grande-Motte, Mauguio-Carnon, Portiragnes, Sète, Valras-Plage, Villeneuve-lès-Maguelone
- Ille-et-Vilaine : Saint-Lunaire
- Loire-Atlantique : La Bernerie-en-Retz, Pornic, Préfailles, Saint-Brevin-les-Pins, Saint-Michel-Chef-Chef, La Turballe
- Manche : Agon-Coutainville,  Barneville-Carteret, Bréhal, Les Pieux, Siouville-Hague
- Morbihan : Vannes
- Moselle : ports de plaisance de Metz et Sarreguemines ;
- Nord : Gravelines
- Oise : Beauvais*
- Pyrénées Orientales : Argelès-sur-Mer, Canet-en-Roussillon, Port-Barcarès, Saint-Cyprien, Sainte-Marie-la-Mer, Torreilles
- Seine-Maritime : Le Havre
- Seine-et-Marne : Souppes-sur-Loing
- Somme : Mers-les-Bains
- Var : La Croix-Valmer, Hyères, La Londe-les-Maures, Le Lavandou, Le Pradet, Saint-Mandrier-sur-Mer, Sainte-Maxime, Six-Fours-les-Plages
- Vendée : L'Aiguillon-sur-Mer, La Barre-de-Monts, Jard-sur-Mer, Longeville-sur-Mer, Notre-Dame-de-Monts, Saint-Jean-de-Monts, Saint-Hilaire-de-Riez, Talmont-Saint-Hilaire, La Tranche-sur-Mer
- La Réunion : Saint-Paul (La Réunion), Saint-Leu (La Réunion)
- TOM : Bora-Bora

Les communes de Beauvais, de Paimpol et de Roscoff sont les nouveaux récipiendaires du Pavillon Bleu en 2008.